# Mezcal

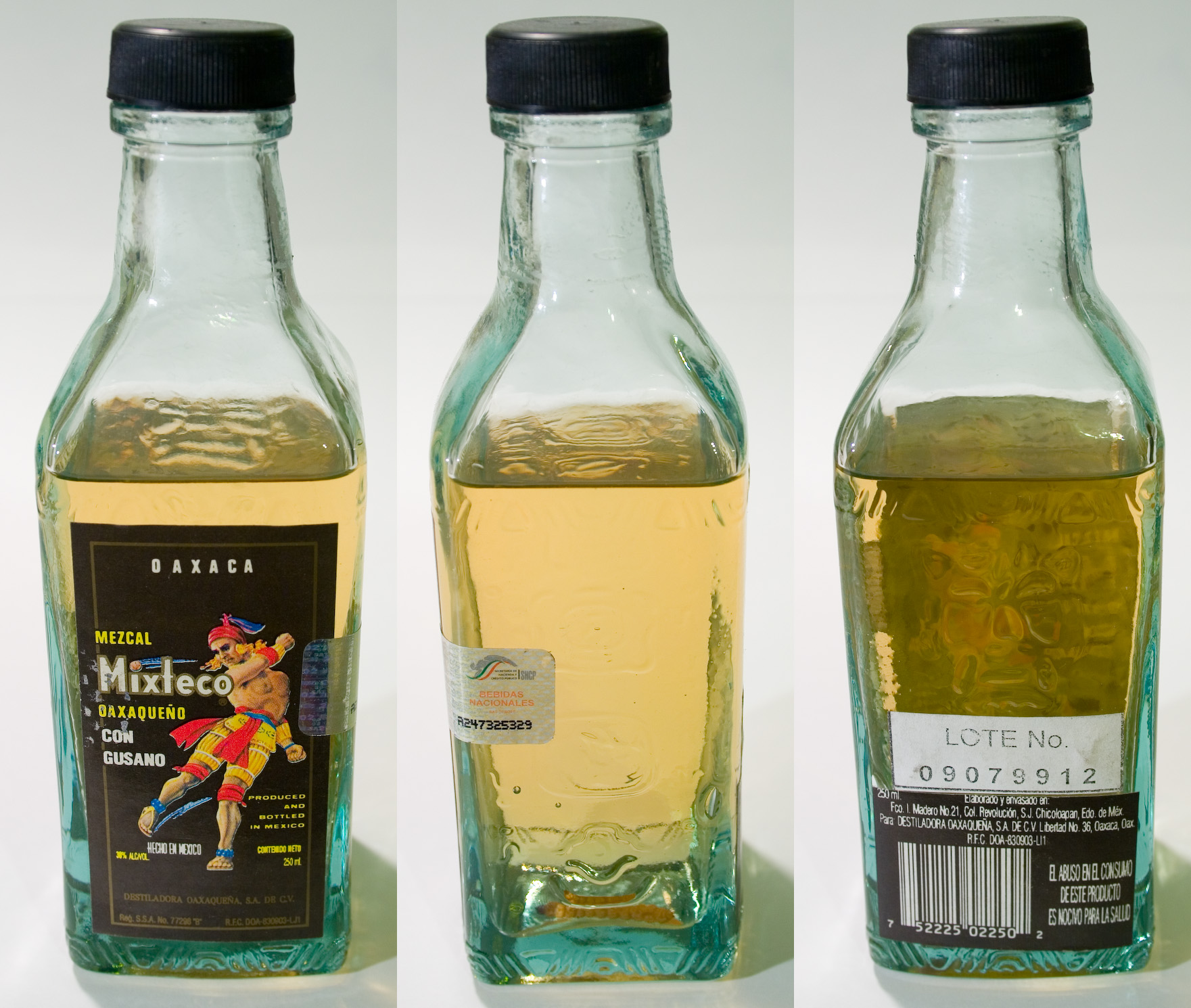
Mezcal

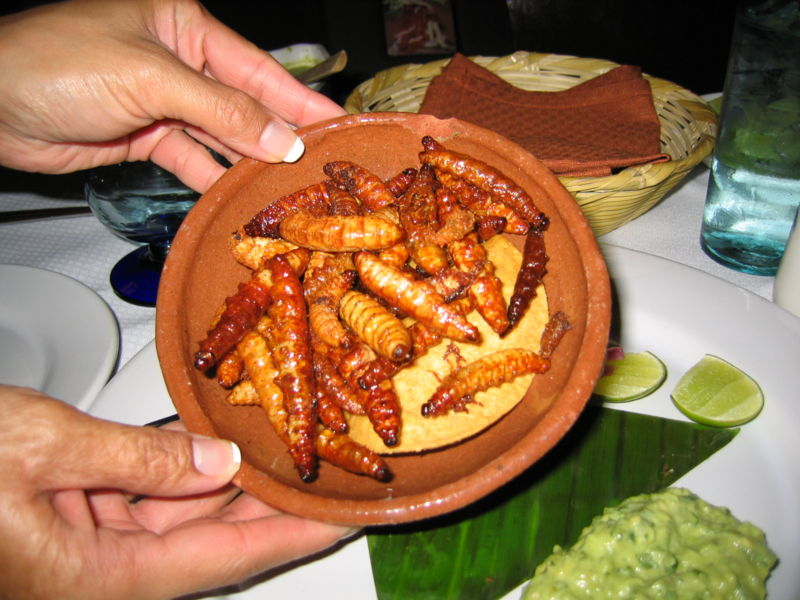
Gąsienice (hiszp. gusanos) wrzucane do butelek.

Mezcal (lub mescal) – meksykański wysokoprocentowy napój alkoholowy o lekko słomkowym kolorze. Odmianą mezcalu najbardziej znaną poza granicami Meksyku jest tequila.
W odróżnieniu od tequili mezcal nie jest destylatem sporządzonym ze sfermentowanego soku, lecz z całego rdzenia (piña) agawy. Różnica dotyczy również gatunku agawy użytego do produkcji: mezcal wytwarza się z wielu gatunków agaw zielonych, natomiast tequilę wyłącznie z agawy niebieskiej (Agave tequilana) i to tylko w określonym regionie kraju. Do tequili nigdy nie dodaje się gąsienic, natomiast niektóre mezcale (oznaczone często jako gusano) zawierają larwę ćmy z gatunku Hypopta agavis (hiszp. chilocuil, chinicuil, tecol), żerującej na agawie bądź larwę owada z gatunku Scyphophorus acupunctatus.

## Etymologia
Nazwa „mexcal” pochodzi od słowa w języku nahuatl mexcalli i dosłownie oznacza „gotowaną agawę”: od metl (agawa) i ixcalli (gotowana)

## Produkcja mezcalu

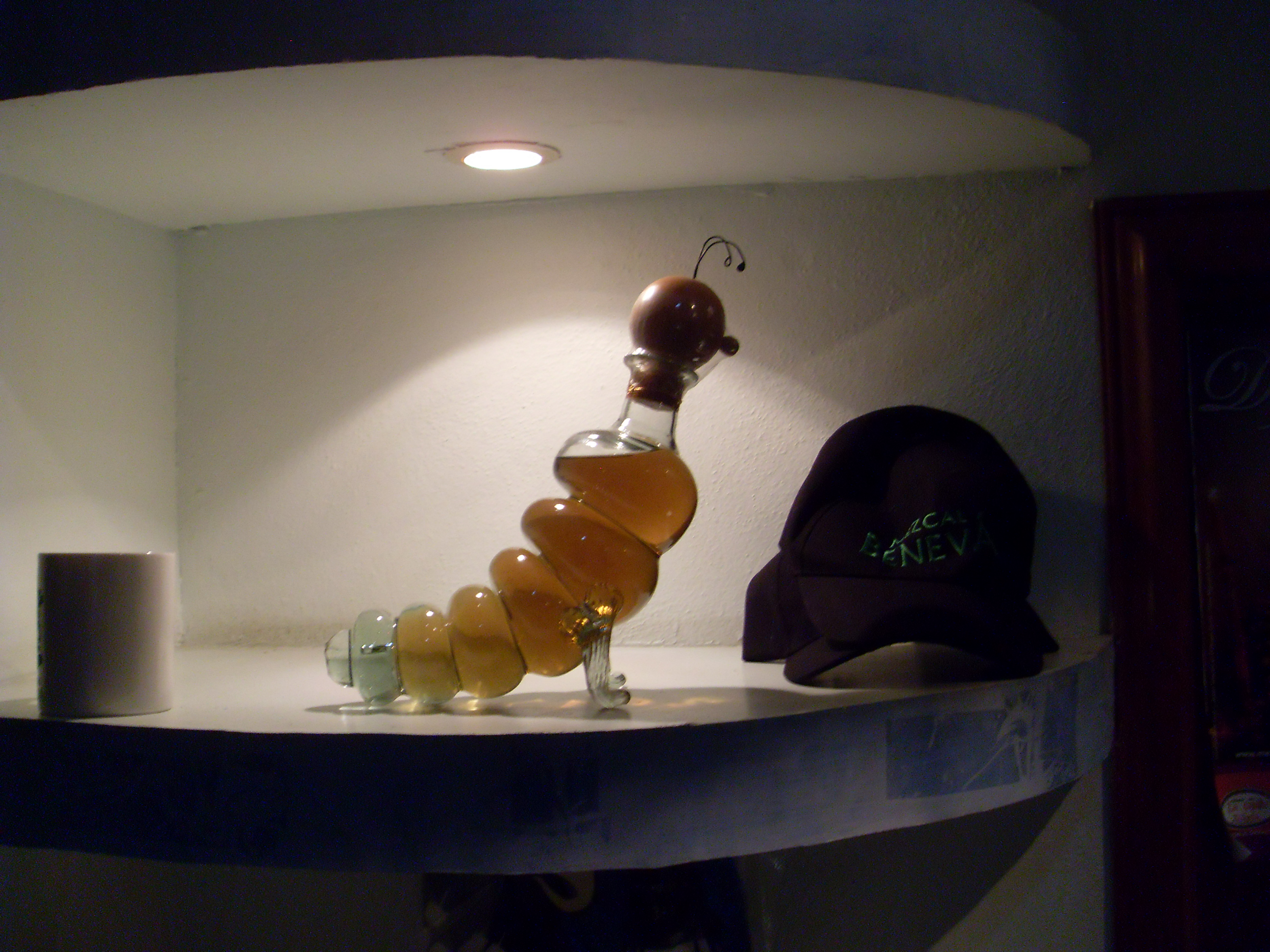
Ozdobna butelka mezcalu w kształcie gusano

Wytwarzanie mezcalu w Meksyku regulują specjalne przepisy, tzw. Norma Oficial Mexicana 70.
Norma NOM 70 dopuszcza do użycia ponad 20 odmian agawy, w szczególności Agave angustifolia, Agave esperrima, Agave weberi, Agave potatorum oraz Agave salmiana. Każda odmiana agawy daje w efekcie inny smak i zapach mezcalu. Poza odmianami uznanymi przez NOM 70, istnieją liczne inne odmiany, z których można robić mezcal (w sumie jest ich ponad 50) i czyni się to w sposób chałupniczy.
Mezcal wytwarza się z łodyg (hiszp. penca) agawy. Gdy roślina osiąga dojrzałość (wiek 6 do 8 lat) następują żniwa, odcina się liście, pozostawiając jedynie rdzeń (corazón – „serce”). Inna nazwa to piña - nazywana tak ze względu na podobieństwo do ananasa. Rdzeń gotuje się, a następnie miele. Tradycyjnie gotowanie odbywa się przez trzy dni w tzw. palenques, stożkowych zagłębieniach w ziemi, przykrytych liśćmi agawy, przy pomocy gorących kamieni.
Następnie masa zostaje umieszczona w drewnianych kadziach o pojemności 1 do 2 ton i wymieszana z wodą. Czasami dodaje się również inne składniki zawierające cukier, ale agawy musi być co najmniej 80%. W kadziach tych przez dwa tygodnie odbywa się naturalna fermentacja.
Następnym etapem jest destylacja, w przypadku mezcalu przeprowadzana jednokrotnie, a w przypadku tequili: dwukrotnie. Ponieważ prawo przewiduje 40% zawartości alkoholu na etapie przekazania produktu do butelkowania lub leżakowania, w produkcji przemysłowej pozwala się na rozcieńczenie mezcalu wodą do tego stężenia. Tradycyjnie uważano by to za sfałszowanie produktu.
W większości przypadków mezcal nie pretenduje do miana szlachetnego trunku. Niektóre mezcale leżakuje się jednak w wielkich drewnianych beczkach przez stosunkowo krótki okres, od dwóch miesięcy do siedmiu lat. Podczas leżakowania trunek nabiera złocistego odcienia i zapachu drewna.
Oznaczenia dotyczące czasu leżakowania:
- Añejo – leżakowanie przez ponad rok, w beczkach o pojemności większej niż 200 litrów
- Reposado – leżakowanie od dwóch miesięcy do roku
- Blanco – mezcal bezbarwny, leżakowanie przez okres krótszy niż dwa miesiące

Tradycyjnie unika się przechowywania w beczkach drewnianych, leżakowanie odbywa się w pojemnikach szklanych, aby posmak drewna nie zakłócił pełni walorów organoleptycznych. Poza różnym czasem leżakowania, w zależności od użytego rodzaju agawy i typu destylacji uzyskuje się szeroką gamę różnych odmian mezcalu. Często stosowane są różne dodatki smakowe, jak owoce i zioła. 
Do butelek z mezcalem wrzuca się niekiedy 1-2 gusanos de maguey, czyli żerujące na agawach gąsienice motyla z gatunku Hypopta agavis. Dotyczy to tylko niektórych odmian mezcalu, gusano nadaje trunkowi charakterystyczny smak.
Wbrew nazwie meskalina jest zawarta m.in. w pejotlu, a nie w agawach.